# Model AKLT
En física de la matèria condensada, un model AKLT, també conegut com a model d'Affleck-Kennedy-Lieb-Tasaki és una extensió del model d'espin quàntic unidimensional de Heisenberg. La proposta i solució exacta d'aquest model per Ian Affleck, Elliott H. Lieb, Tom Kennedy i Hal Tasaki va proporcionar una visió crucial de la física de la cadena de Heisenberg espín-1. També ha servit d'exemple útil per a conceptes com l'ordre sòlid d'enllaç de valència, l'ordre topològic protegit per simetria i les funcions d'ona d'estat de producte matricial.

## Rerefons
Una de les principals motivacions del model AKLT va ser la cadena Majumdar-Ghosh. Com que dos de cada conjunt de tres girs veïns en un estat fonamental de Majumdar-Ghosh estan aparellats en un singlet o enllaç de valència, mai es pot trobar que els tres girs junts estiguin en un estat de gir 3/2. De fet, l'hammiltonià de Majumdar-Ghosh no és més que la suma de tots els projectors de tres girs veïns en un estat 3/2.
La idea principal del document AKLT va ser que aquesta construcció es podia generalitzar per obtenir models exactament resolubles per a mides de gir diferents de 1/2. De la mateixa manera que un extrem d'un enllaç de valència és un gir 1/2, els extrems de dos enllaços de valència es poden combinar en un gir 1, tres en un gir 3/2, etc.

## Definició
Affleck et al. estaven interessats a construir un estat unidimensional amb un enllaç de valència entre cada parell de llocs. Com que això condueix a dos gir 1/2 s per a cada lloc, el resultat ha de ser la funció d'ona d'un sistema de gir 1.
Per a cada parell de spin 1 adjacent, dos dels quatre gir 1/2 constituents estan enganxats en un estat de spin zero total. Per tant, cada parell de spin 1 està prohibit d'estar en un estat combinat de spin 2. Escrivint aquesta condició com una suma de projectors que afavoreixen l'estat d'espín 2 de parells de spin 1, AKLT va arribar al següent hamiltonià
{\displaystyle {\hat {H}}=\sum _{\langle ij\rangle }{\textit {P}}_{\langle ij\rangle }^{(2)}\sim \sum _{j}{\vec {S}}_{j}\cdot {\vec {S}}_{j+1}+{\frac {1}{3}}({\vec {S}}_{j}\cdot {\vec {S}}_{j+1})^{2}}
fins a una constant, on el {\textstyle {\vec {S_{i}}}} són operadors de spin-1, i {\textstyle {\textit {P}}_{\langle ij\rangle }^{(2)}} el projector local de 2 punts que afavoreix l'estat de gir 2 d'un parell de girs adjacents.
Aquest hamiltonià és similar al model de spin Heisenberg quàntic d' espín 1, però té un terme d'interacció d'espín "biquadratic" addicional.

## Estat de terra
Per construcció, l'estat fonamental de l'Hamiltonià AKLT és el sòlid d'enllaç de valència amb un únic enllaç de valència que connecta cada parell de llocs veïns. Pictòricament, això es pot representar com
Aquí els punts sòlids representen gir 1/2s que es posen en estats singlet. Les línies que connecten els spin 1/2s són els enllaços de valència que indiquen el patró de singlets. Els ovals són operadors de projecció que "uneixen" dos gir 1/2 en un únic gir 1, projectant l'espín 0 o el subespai del singlet i mantenint només el gir 1 o el subespai del triplet. Els símbols "+", "0" i "-" etiqueten els estats bàsics de l'espín 1 estàndard (estats propis del {\displaystyle S^{z}} operador).